# 米該雅

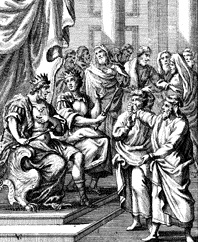
米该雅的预言，木刻，作者：约翰·克里斯托夫·韦格兰，1695年。

米该雅（希伯来文：מיכיהו ，英语：Micaiah，意为：谁能及耶和华？）人名，音拉的兒子，舊約聖經中記載的先知。

## 预言
猶大國王約沙法拜訪以色列國王亞哈，亞哈王邀約沙法王聯手攻打亞蘭（即今敘利亞地区）國王所統治位於基列的拉末城，約沙法要亞哈先求問耶和華的意思，亞哈即召集他的400個先知們來，詢問他們是否可以去攻打拉末城，先知們一致回答他應去攻打拉末城，耶和華將會把拉末城交到他的手裡。但約沙法仍想再詢問其他的先知，亞哈不得已才提到還有一個先知名叫米該雅，是音拉的兒子，但他不喜歡米該雅，因為以往米該雅的預言都對他不利的凶言。
奉差召喚米該雅的使者勸米該雅應向亞哈王說吉話，但米該雅回答該使者，他會說耶和華告訴他的話。當著亞哈王的面，起初米該雅說了些好話，但亞哈王堅持要他奉耶和華之名說真話，米該雅就描述他看到耶和華和天上靈體共聚，耶和華問誰願意去慫恿亞哈出兵，使他戰場陣亡，有個靈體自告奮勇要讓亞哈的先知們開口撒謊，所以其他先知的預言都是受到靈體的指揮。亞哈王聽了大為不悅，於是下令把米該雅押入監牢，直到他從戰場平安回來才釋放米該雅。 
亞哈王內心不安，所以偽裝於軍隊裡而沒有公開以王者的身份領軍，但最终他還是於戰役中被流箭射中而亡，證明米該雅預言成真。 

## 外部連結
- 守望台線上書庫 （页面存档备份，存于）